# تانسور

تانسور تنش کوشی مرتبه دوم ، نیروهای تنشی را توصیف می‌کند که توسط ماده‌ای در یک نقطه دلخواه تجربه می‌گردد. ضرب از یک تانسور تنش و یک بردار یکانی (با طول یک) که در جهت دلخواهی قرار دارد، برداری را ایجاد می‌کند که توصیف کننده نیروهای تنشی است. این تصویر، بردارهای تنش را در طول سه جهت متعامد نشان می‌دهد که هر کدام توسط وجهی از یک مکعب نمایش داده شده‌اند. از آنجایی که تانسور تنشی نگاشتی را توصیف می‌کند که یک بردار را به یک بردار می‌برد (ورودی یک بردار و خروجی نیز بردار است)، از این‌رو تانسور مرتبه دومی خواهد بود.

در ریاضیات، تانسور (Tensor) شیئی جبری است که رابطه چندخطی بین مجموعه‌ها و اشیاء جبری مربوط به یک فضای برداری را توصیف می‌نماید. اشیائی که تانسورها آن‌ها را به یکدیگر می‌نگارند شامل اسکالرها، بردارها و حتی خود تانسورها می‌شوند. انواع زیادی از تانسورها شامل این موارد وجود دارند: اسکالرها، بردارها (که جزو ساده‌ترین تانسورها می‌باشند)، بردارهای دوگان، نگاشت‌های چندخطی بین فضاهای برداری و حتی عملیاتی چون ضرب داخلی. تانسورها مستقل از هر پایه‌ای تعریف می‌شوند، گرچه که اغلب، مؤلفه‌های آن‌ها را برحسب پایهٔ مربوط به یک دستگاه مختصاتی به‌خصوصی نمایش می‌دهند.
تانسورها نقش مهمی را در فیزیک پیدا کرده‌اند، چرا که چهارچوب ریاضیاتی دقیقی را برای فرموله‌بندی و حل مسائل فیزیکی، در شاخه‌هایی چون این موارد را ارائه می‌نمایند: مکانیک (تنش، کشسانی، مکانیک سیالات، گشتاور لختی، ...)، الکترودینامیک (تانسور الکترومغناطیسی، تانسور ماکسول، گذردهی، پذیرفتاری مغناطیسی، ...)، نسبیت عام (تانسور تنش-انرژی، تانسور انحنا، ...) و سایر زمینه‌ها. در مواردی از کاربردهای تانسور، ممکن است نیاز باشد که تانسور یک نقطه از یک شیء با تانسورهای تعریف شده از نقاط دیگر همان شیء متفاوت باشند، چنین مواردی ما را به سوی مفهوم میدان تانسوری می‌کشاند. در برخی از زمینه‌ها، میدان‌های تانسوری چنان رایج اند که از آن‌ها صرفاً به «تانسور» یاد می‌شود.
تولیو لوی-چیویتا و گرگریو ریچی-کورباسترو تانسورها را در ۱۹۰۰ میلادی ترویج دادند و بدین طریق کارهای قبلی برنهارت ریمان و الوین برونو کریستوفل و سایرین را به عنوان بخشی از حساب دیفرانسیل مطلق ادامه دادند. این مفهوم امکان فرموله‌بندی دیگری برای هندسه دیفرانسیل ذاتی یک منیفلد به فرم تانسور انحنای ریمانی را فراهم ساخت.

## تعریف
گرچه که تعاریف مختلف تانسورها به ظاهر متفاوت اند اما همه آن‌ها یک شیء هندسی را توصیف می‌نمایند، اما با زبان‌های متفاوت و در سطوح متفاوتی از تجرید. به عنوان مثال، تانسورها برای کاربردهای یادگیری ماشین نیز تعریف شده و مورد بحث قرار می‌گیرند.

### به عنوان آرایه‌های چندبعدی
تانسور را می‌توان به صورت آرایه (معمولاً چندبعدی) نمایش داد. درست همانگونه که یک بردار در یک فضای n-بعدی به صورت آرایه یک بعدی با n مؤلفه و نسبت به پایه دلخواهی نمایش داده می‌شود، هر تانسور را نیز می‌توان برحسب یک پایه و با کمک آرایه‌ای چندبعدی نمایش داد. به عنوان مثال، یک عملگر خطی را برحسب یک پایه و به صورت آرایه‌ای {\displaystyle n\times n} نمایش داده می‌شود. درایه‌های این آرایه چندبعدی را مؤلفه‌های اسکالر تانسور نامیده یا صرفاً به آن‌ها مؤلفه‌ها می‌گویند. به کمک اندیس‌ها، موقعیت این درایه‌ها را در آرایه با کمک بالانویس‌ها و پایین نویس‌ها در کنار نماد تانسور مشخص می‌کنند. به عنوان مثال، مؤلفه‌های تانسور مرتبه ۲ را می‌توان به صورت {\displaystyle T_{ij}} که در آن {\displaystyle i} و {\displaystyle j} اندیس‌هایی اند که مقادیرشان را از ۱ تا n انتخاب می‌کنند. همچنین ممکن است تانسور مرتبه دو به صورت {\displaystyle T_{j}^{i}} باشد. بالانویس یا پایین‌نویس بودن اندیس‌های تانسور بستگی به خواص تبدیل تانسور داشته که در ادامه توضیح داده خواهد شد. ازین رو در حالی که هردوی {\displaystyle T_{j}^{i}} و {\displaystyle T_{ij}} را می‌توان به صورت ماتریس‌های n در n بیان نمود، هردوی آن‌ها از طریق عمل بالا و پایین پریدن اندیس‌ها (index juggling) به یکدیگر تبدیل نمود. از آنجا که خواص تبدیلی این دو نوع تانسور از یکدیگر متفاوت اند، نمی‌توان آن‌ها را به طریق مناسب با یکدیگر جمع نمود. تعداد کل اندیس‌های لازم جهت تعیین هر مؤلفه تانسور به‌طور یکتا، برابر بعد آرایه بوده و به آن مرتبه، درجه یا رتبه تانسور گویند. با این حال اصطلاح «رتبه» معنای دیگری در متون مربوط به ماتریس‌ها و تانسورها دارد.
درست همانگونه که مؤلفه‌های بردار هنگام تغییر پایهٔ فضای برداری عوض می‌شوند، مؤلفه‌های یک تانسور نیز تحت چنین تبدیلاتی عوض می‌شوند. هر نوع تانسور مجهز به یک قانون تبدیل است که جزئیات چگونگی واکنش به تغییر پایه را نشان می‌دهد. مؤلفه‌های یک بردار به دو طریق مجزا قادرند به تغییرات پایه واکنش دهند (بردارهای هموردا و پادوردا)، به طوری که بردارهای واقع در پایه‌های جدید {\displaystyle \mathbf {\hat {e}} _{i}} را می‌توان برحسب پایه‌های قدیمی {\displaystyle \mathbf {e} _{j}} به این صورت بیان نمود:
{\displaystyle \mathbf {\hat {e}} _{i}=\sum _{j=1}^{n}\mathbf {e} _{j}R_{i}^{j}=\mathbf {e} _{j}R_{i}^{j}.}
در اینجا {\displaystyle R_{i}^{j}} درایه‌های ماتریس تغییر پایه اند و در راست‌ترین قسمت معادله، علامت جمع سیگما به دلیل استفاده از قرارداد جمع اینشتین برداشته شده‌است. در سرتاسر این مقاله از قرارداد اینشتین استفاده خواهد شد. مؤلفه‌های {\displaystyle v^{i}} از یک بردار ستونی چون {\displaystyle \mathbf {v} }، تحت معکوس ماتریس {\displaystyle R} تبدیل می‌شود:
{\displaystyle {\hat {v}}^{i}=\left(R^{-1}\right)_{j}^{i}v^{j},}
که علامت کلاه روی متغیر، مؤلفه‌های پایه جدید را نشان می‌دهد. به فرمول بالا قانون تبدیل پادوردا گفته می‌شود، چرا که مؤلفه‌های برداری نسبت به تغییر پایه به صورت معکوس تبدیل می‌شوند. در مقایسه با آن، مؤلفه‌های {\displaystyle w_{i}} از هم-بردار ستری چون {\displaystyle \mathbf {w} } نیز توسط خود ماتریس {\displaystyle R} تبدیل می‌شوند:
{\displaystyle {\hat {w}}_{i}=w_{j}R_{i}^{j}}
به این تبدیل، قانون تبدیل هموردا گفته می‌شود، چرا که مؤلفه‌های هموردا براساس همان ماتریس تغییر پایه تبدیل می‌گردند. مؤلفه‌های تبدیلات تانسوری کلی‌تر، براساس ترکیب تبدیلات هموردا و پادوردا تبدیل می‌شوند، به گونه‌ای که برای هر اندیس یک قانون تبدیل به کار می‌رود. اگر ماتریس تبدیل یک اندیس معکوس تبدیل پایه باشد، آنگاه به آن اندیس پادوردا گفته شده و اغلب با اندیس بالا (بالانویس) نمایانده می‌گردد. اگر ماتریس تبدیل یک اندیس، خودِ تبدیل پایه باشد، آنگاه به اندیس مورد نظر هموردا گفته شده و با اندیس پایین (پایین‌نویس) نشان داده می‌شود.
به عنوان مثالی ساده، ماتریس عملگر خطی نسبت به یک پایه، آرایه مستطیلی چون {\displaystyle T} است که تحت ماتریس تغییر پایه {\displaystyle R=\left(R_{i}^{j}\right)} به صورت {\displaystyle {\hat {T}}=R^{-1}TR} تبدیل می‌شود. برای درایه‌های منفرد ماتریس، این قانون تبدیل به این صورت است: {\displaystyle {\hat {T}}_{j'}^{i'}=\left(R^{-1}\right)_{i}^{i'}T_{j}^{i}R_{j'}^{j}}، چنان‌که تانسور متناظر با یک ماتریس عملگر خطی، دارای یک اندیس هموردا و یک اندیس پادوردا، یعنی از نوع {\displaystyle (1,1)} می‌باشد.
ترکیب مؤلفه‌های هموردا و پادوردایی که اندیس‌های یکسانی دارند، امکان بیان ناورداهای هندسی را به ما می‌دهد. به عنوان مثال، این حقیقت که یک بردار در دستگاه‌های مختصاتی متفاوت شیء یکسانی است را می‌توان با استفاده از فرمول‌های تعریف شده در بالا به صورت معادلات زیر نوشت:
{\displaystyle \mathbf {v} ={\hat {v}}^{i}\,\mathbf {\hat {e}} _{i}=\left(\left(R^{-1}\right)_{j}^{i}{v}^{j}\right)\left(\mathbf {e} _{k}R_{i}^{k}\right)=\left(\left(R^{-1}\right)_{j}^{i}R_{i}^{k}\right){v}^{j}\mathbf {e} _{k}=\delta _{j}^{k}{v}^{j}\mathbf {e} _{k}={v}^{k}\,\mathbf {e} _{k}={v}^{i}\,\mathbf {e} _{i}}
که در آن {\displaystyle \delta _{j}^{k}} دلتای کرونکر است که مشابه با ماتریس همانی عمل کرده و اثرش تغییر نام اندیس‌ها است (در این مثال تبدیل {\displaystyle j} به {\displaystyle k}). این مثال ویژگی‌های مختلف نمادگذاری مؤلفه‌ها را نشان می‌دهد: توانایی بازآرایی جملات (جابه‌جایی)، نیاز به استفاده از اندیس‌های متفاوت هنگام کار با اشیاء مختلف در یک عبارت، توانایی تغییر نام اندیس‌ها و طریقی که تانسورهای هموردا و پادوردا با هم ترکیب می‌شوند، به گونه‌ای که تمام نمونه‌های ماتریس تبدیل و معکوس‌هایشان همدیگر را خنثی کرده به گونه‌ای که می‌توان به‌طور آنی دید که عباراتی چون {\displaystyle {v}^{i}\,\mathbf {e} _{i}} از نظر هندسی در تمام دستگاه‌های مختصاتی یکسان اند.
به‌طور مشابه، یک عملگر خطی را می‌توان به صورت شیء هندسی دید که عملاً به هیچ پایه‌ای وابسته نیست: عملگر خطی صرفاً نگاشتی خطی است که یک بردار را به عنوان آرگومان ورودی پذیرفته و بردار دیگری را تولید می‌کند. قانون تبدیل مربوط به نحوه تغییر یافتن ماتریس مؤلفه‌های یک عملگر خطی برحسب پایه، با قانون تبدیل مربوط به یک بردار پادوردا سازگاری دارد، چنان‌که نمایش مختصاتی کنش عملگر خطی دلخواه بر روی یک بردار پادوردای دلخواه به صورت ضرب ماتریسی نمایش‌های مختصاتی متناظر با هر کدام است؛ یعنی مؤلفه‌های {\displaystyle (Tv)^{i}} به صورت {\displaystyle (Tv)^{i}=T_{j}^{i}v^{j}} می‌باشند. این مؤلفه‌ها به صورت پادوردا تبدیل می‌یابند، چون:
{\displaystyle \left({\widehat {Tv}}\right)^{i'}={\hat {T}}_{j'}^{i'}{\hat {v}}^{j'}=\left[\left(R^{-1}\right)_{i}^{i'}T_{j}^{i}R_{j'}^{j}\right]\left[\left(R^{-1}\right)_{j}^{j'}v^{j}\right]=\left(R^{-1}\right)_{i}^{i'}(Tv)^{i}.}
بنابراین قانون تبدیل برای تانسوری از مرتبه {\displaystyle p+q} که دارای {\displaystyle p} اندیس پادوردا و {\displaystyle q} اندیس هموردا است به این صورت داده می‌شود:
{\displaystyle {\hat {T}}_{j'_{1},\ldots ,j'_{q}}^{i'_{1},\ldots ,i'_{p}}=\left(R^{-1}\right)_{i_{1}}^{i'_{1}}\cdots \left(R^{-1}\right)_{i_{p}}^{i'_{p}}} {\displaystyle T_{j_{1},\ldots ,j_{q}}^{i_{1},\ldots ,i_{p}}} {\displaystyle R_{j'_{1}}^{j_{1}}\cdots R_{j'_{q}}^{j_{q}}.}
در اینجا اندیس‌های پریم (پرایم) دار، نشان دهنده مؤلفه‌های مختصات جدید اند و اندیس‌های بدون پریم مؤلفه‌های مختصات قدیمی را نشان می‌دهند. به چنین تانسوری، تانسور از نوع {\displaystyle {\it {(p,q)}}} گفته می‌شود. اصطلاحات «مرتبه»، «نوع»، «والانس» و «درجه» را برخی مواقع جهت اشاره به یک مفهوم به کار می‌برند. در اینجا اصطلاح «مرتبه» یا «مرتبه کل» را جهت اشاره به بعد کلی آرایه (یا تعمیمش در سایر تعاریف) به کار می‌برند. {\displaystyle p+q} در مثال اخیر و به کار بردن اصطلاح «نوع» برای آن زوج مرتب، تعداد اندیس‌های هموردا و پادوردا را مشخص می‌کنند. تانسوری از نوع {\displaystyle {\it {(p,q)}}} را به اختصار {\displaystyle {\it {(p,q)}}}-تانسور می‌نامندم.
این بحث انگیزه‌ای جهت تعریف صوری زیر ارائه می‌نماید:
تعریف: تانسوری از نوع {\displaystyle (p,q)}، آرایه چندبعدی به صورت زیر است:

{\displaystyle T_{j_{1}\dots j_{q}}^{i_{1}\dots i_{p}}[\mathbf {f} ]}

به هر پایه {\displaystyle \mathbf {f} =(\mathbf {e_{1}} ,\cdots ,\mathbf {e_{n}} )} از یک فضای n-بعدی است چنان‌که اگر تغییر پایه زیر را اعمال کنیم:

{\displaystyle \mathbf {f} \mapsto \mathbf {f} \cdot R=\left(\mathbf {e} _{i}R_{1}^{i},\dots ,\mathbf {e} _{i}R_{n}^{i}\right)}

آنگاه آرایه چندبعدی از قانون تبدیل زیر تبعیت خواهد کرد:

{\displaystyle T_{j'_{1}\dots j'_{q}}^{i'_{1}\dots i'_{p}}[\mathbf {f} \cdot R]=\left(R^{-1}\right)_{i_{1}}^{i'_{1}}\cdots \left(R^{-1}\right)_{i_{p}}^{i'_{p}}} {\displaystyle T_{j_{1},\ldots ,j_{q}}^{i_{1},\ldots ,i_{p}}[\mathbf {f} ]} {\displaystyle R_{j'_{1}}^{j_{1}}\cdots R_{j'_{q}}^{j_{q}}.}

تعریف تانسور به عنوان آرایه چندبعدی که در یک قانون تبدیل صدق می‌کند، به کارهای ریچی بر می‌گردد.
از نمایش‌های گروه خطی عام جهت تعریف معادلی از تانسورها استفاده می‌گردد. در این تعریف، از کنش گروه خطی عام بر روی مجموعه تمام پایه‌های مرتب از یک فضای برداری n بعدی استفاده می‌شود. اگر {\displaystyle \mathbf {f} =(\mathbf {f} _{1},\dots ,\mathbf {f} _{n})} پایه مرتب و {\displaystyle R=\left(R_{j}^{i}\right)} ماتریس {\displaystyle n\times n} معکوس‌پذیری باشد، آنگاه این کنش به صورت زیر خواهد بود:
{\displaystyle \mathbf {f} R=\left(\mathbf {f} _{i}R_{1}^{i},\dots ,\mathbf {f} _{i}R_{n}^{i}\right)}
فرض کنید {\displaystyle F} مجموعه تمام پایه‌های مرتب باشد. آنگاه {\displaystyle F} فضای همگن اصلی برای {\displaystyle {\text{GL}}(n)} خواهد بود. فرض کنید {\displaystyle W} یک فضای برداری و {\displaystyle \rho } نمایشی از {\displaystyle {\text{GL}}(n)} روی {\displaystyle W} باشد (یعنی همریختی گروهی {\displaystyle \rho :{\text{GL}}(n)\to {\text{GL}}(W)}). آنگاه تانسوری از نوع {\displaystyle \rho } نگاشت یکسان‌وردای (equivariant) ‏{\displaystyle T\colon F\to W} خواهد بود. در اینجا یکسان‌وردا بودن (equivariance) به معنای این است که داریم:
{\displaystyle T(FR)=\rho \left(R^{-1}\right)T(F).}
که در آن {\displaystyle \rho } نمایش تانسوری از گروه خطی عام است. این تعریف منجر به همان تعریف رایجِ تانسورها به عنوان آرایه‌های چندبعدی می‌گردد. از این تعریف اغلب جهت توصیف تانسورهای روی منیفلدها استفاده شده و به راحتی برای سایر گروه‌ها نیز تعمیم پیدا می‌کند.

## عملیات
عملیات‌های مختلفی وجود دارند که می‌توان روی تانسور‌ها تعریف کرد به طوری که خروجی آن عملیات یک تانسور باشد. با توجه به ماهیت خطی‌ای که تانسور‌ها دارند، تعریف ضرب و جمع به روی تانسور‌ها قابل‌ تعریف است به طوری که می‌توان دو تانسور را با یکدیگر جمع کرده یا یک تانسور را در یک اسکالر ضرب کرد. این عملیات‌ها نوع تانسور خروجی را نسبت‌ به ورودی‌ها تغییر نمی‌دهد اما عملیاتی وجود دارند که نوع تانسور را تغییر می‌دهند.

### ضرب تانسور
این عملیات دو تانسور {\displaystyle S} و {\displaystyle T} را به عنوان ورودی گرفته و تانسور جدید S ⊗ T را تولید می‌کند به طوری که ابعاد تانسور خروجی مجموع ابعاد تانسور‌های ورودی است. به عنوان  مثال اگر {\displaystyle S} ابعاد {\displaystyle (l,k)} و {\displaystyle T} ابعاد {\displaystyle (n,m)} داشته باشد، تانسور خروجی از ابعاد {\displaystyle (n+l,k+m)} خواهد بود. در صورتی که تانسور‌ها را توابع چند خطی در نظر بگیریم خواهیم داشت:
{\displaystyle (S\otimes T)(v_{1},\ldots ,v_{n},v_{n+1},\ldots ,v_{n+m})=S(v_{1},\ldots ,v_{n})T(v_{n+1},\ldots ,v_{n+m}),}
خروجی نیز تانسوری خواهد بود که یک تابع چند خطی محسوب می‌شود.
به عنوان مثال:
{\displaystyle {\begin{bmatrix}a_{1,1}&a_{1,2}\\a_{2,1}&a_{2,2}\\\end{bmatrix}}\otimes {\begin{bmatrix}b_{1,1}&b_{1,2}\\b_{2,1}&b_{2,2}\\\end{bmatrix}}={\begin{bmatrix}a_{1,1}{\begin{bmatrix}b_{1,1}&b_{1,2}\\b_{2,1}&b_{2,2}\\\end{bmatrix}}&a_{1,2}{\begin{bmatrix}b_{1,1}&b_{1,2}\\b_{2,1}&b_{2,2}\\\end{bmatrix}}\\[3pt]a_{2,1}{\begin{bmatrix}b_{1,1}&b_{1,2}\\b_{2,1}&b_{2,2}\\\end{bmatrix}}&a_{2,2}{\begin{bmatrix}b_{1,1}&b_{1,2}\\b_{2,1}&b_{2,2}\\\end{bmatrix}}\\\end{bmatrix}}={\begin{bmatrix}a_{1,1}b_{1,1}&a_{1,1}b_{1,2}&a_{1,2}b_{1,1}&a_{1,2}b_{1,2}\\a_{1,1}b_{2,1}&a_{1,1}b_{2,2}&a_{1,2}b_{2,1}&a_{1,2}b_{2,2}\\a_{2,1}b_{1,1}&a_{2,1}b_{1,2}&a_{2,2}b_{1,1}&a_{2,2}b_{1,2}\\a_{2,1}b_{2,1}&a_{2,1}b_{2,2}&a_{2,2}b_{2,1}&a_{2,2}b_{2,2}\\\end{bmatrix}}.}

### ضرب هادامار
برای دو تانسور {\displaystyle A} و {\displaystyle B} که دارای ابعاد {\displaystyle m\times n}  هستند، ضرب هادامار آنها که با {\displaystyle A\circ B} و یا {\displaystyle A\odot B} نمایش داده می‌شود تانسوری با همان ابعاد (یعنی {\displaystyle m\times n}) است که مقادیر آن به نحو پایین محاسبه می‌شوند:
{\displaystyle (A\circ B)_{ij}=(A\odot B)_{ij}=(A)_{ij}(B)_{ij}.}
برای تانسور‌هایی که ابعاد متفاوت دارند این ضرب تعریف نشده‌است.

به عنوان مثال برای دو تانسور با ابعاد {\displaystyle (3,4)} خواهیم داشت:
{\displaystyle {\begin{bmatrix}a_{11}&a_{12}&a_{13}&a_{14}\\a_{21}&a_{22}&a_{23}&a_{24}\\a_{31}&a_{32}&a_{33}&a_{34}\end{bmatrix}}\circ {\begin{bmatrix}b_{11}&b_{12}&b_{13}&b_{14}\\b_{21}&b_{22}&b_{23}&b_{24}\\b_{31}&b_{32}&b_{33}&b_{34}\end{bmatrix}}={\begin{bmatrix}a_{11}\,b_{11}&a_{12}\,b_{12}&a_{13}\,b_{13}&a_{14}\,b_{14}\\a_{21}\,b_{21}&a_{22}\,b_{22}&a_{23}\,b_{23}&a_{24}\,b_{24}\\a_{31}\,b_{31}&a_{32}\,b_{32}&a_{33}\,b_{33}&a_{34}\,b_{34}\end{bmatrix}}}

### ادغام تانسور
ادغام تانسور عملیاتی است که یک تانسور از ابعاد {\displaystyle (n,m)} را به یک تانسور با ابعاد {\displaystyle (n-1,m-1)} تبدیل می‌کند. اگر دو تانسور در هم ضرب شوند، حاصل، تانسوری خواهد شد که مرتبه‌ آن مساوی با مجموع مرتبه‌‌های دو تانسور اولیه است:
{\displaystyle A_{ij}B^{kl}=C_{ij}^{kl}}
در صورتی که یکی از شاخص‌های {\displaystyle B^{kl}} با یکی از شاخص‌های {\displaystyle A_{ij}} برابر باشد، می‌توان از ادغام شاخص‌ها استفاده کرد:
{\displaystyle A_{ij}B^{kl}=C_{i}^{l}}

## ارجاعات
1. 1 2  Kline, Morris (March 1990). Mathematical Thought From Ancient to Modern Times: Volume 3. Oxford University Press, USA. ISBN 978-0-19-506137-6.
2. ↑  Bi, Xuan; Tang, Xiwei; Yuan, Yubai; Zhang, Yanqing; Qu, Annie (2021). "Tensors in Statistics". Annual Review of Statistics and Its Application. 8 (1): annurev. Bibcode:2021AnRSA...842720B. doi:10.1146/annurev-statistics-042720-020816. Archived from the original on 30 October 2021. Retrieved 21 June 2021.
3. 1 2  Sharpe, R.W. (21 November 2000). Differential Geometry: Cartan's Generalization of Klein's Erlangen Program. Springer Science & Business Media. p. 194. ISBN 978-0-387-94732-7.
4. ↑  Schouten, Jan Arnoldus (1954), "Chapter II", Tensor analysis for physicists, Courier Corporation, ISBN 978-0-486-65582-6
5. ↑  Kobayashi, Shoshichi; Nomizu, Katsumi (1996), Foundations of Differential Geometry, vol. Vol. 1 (New ed.), Wiley Interscience, ISBN 978-0-471-15733-5 {{citation}}: |volume= has extra text (help)
6. ↑  Million, Elizabeth (April 12, 2007). "The Hadamard Product" (PDF). buzzard.ups.edu. Retrieved September 6, 2020.{{cite web}}:  نگهداری CS1: url-status (link)
7. ↑  "Comprehensive List of Algebra Symbols". Math Vault (به انگلیسی). 2020-03-25. Retrieved 2020-09-06.
8. ↑  "Hadamard product - Machine Learning Glossary". machinelearning.wtf.
9. ↑  "linear algebra - What does a dot in a circle mean?". Mathematics Stack Exchange.
10. ↑  "Element-wise (or pointwise) operations notation?". Mathematics Stack Exchange.